# 중파방송

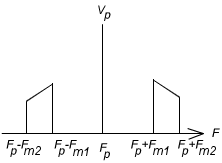

중파방송(中波放送) 또는 AM 방송(영어: AM broadcasting)은 중파를 이용하는 방송이다. 표준 방송(standard broadcasting)이라고도 부른다.

## 개요

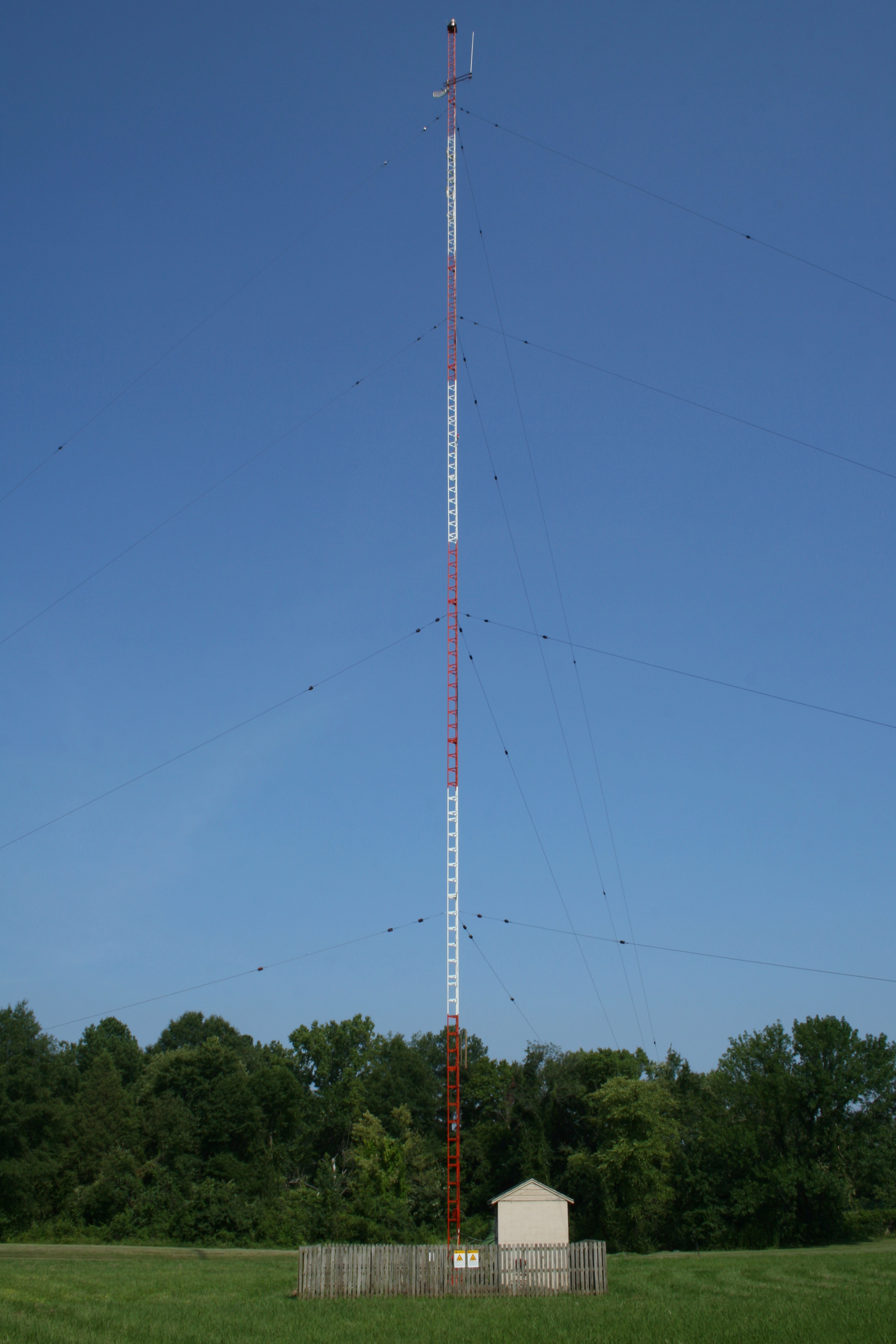
미국 노스캐롤라이나주의 AM 송신소

진폭 변조방식으로 인해 음질이 주파수 변조와 비교하면 나쁘지만 중파는 고도 100~110km정도에 있는 E층라는 전리층에서 반사되므로 이 주파수의 중파방송이 특히 D층이 엷어지는 야간에 천 수백 킬로미터 정도 거리 지역에서도 도달한다. 그러므로 국내방송에는 물론 국제방송에도 쓰인다. 국제방송에서의 중파방송은 해외 송출이 야간에만 국한되어 있고 송출거리가 단파보다 좁다는 결점이 있지만, 단파방송에 비해 비교적 안정적인 송출이 가능하다는 장점이 있다. "MW DX"(mediumwave DXing)라고 하여 멀리 떨어진 곳의 중파방송을 수신하는 기술 혹은 취미 활동도 있다.
중파방송은 밤 시간대의 전리층 반사파의 영향을 받기 때문에 일부 국가에서는 야간 송출 전력을 규제하기도 한다. 미국의 경우 중파방송국에 대한 허가를 내줄 때 낮 시간대의 출력과 밤 시간대의 출력을 다르게 지정해 준다. 그러나 외국향 중파방송국이 많은 아시아나 유럽에서는 일부 중파방송이 밤에도 대출력으로 송출되기도 한다. 영국 BBC 월드 서비스는 최근까지만 해도 네덜란드를 비롯한 저지 서유럽을 향해 출력 500 kW, 주파수 648kHz로 보냈으며, 대한민국 KBS 한민족방송은 최대출력 1,500 kW, 주파수 972kHz로 송출되고 있다. 출력뿐만 아니라 음성주파수 대역폭에 대한 규제도 다르다. 이 대역폭은 반송파 대역폭과 관련있기 때문이다. 영국은 5kHz까지 제한을 두고 있지만 미국은 약 10kHz까지 허용한다.
중파방송의 방송 대역은 535~1605 kHz 사이로 총 1070kHz를 차지한다. 1988년 ITU는 이 영역을 좀더 확장시킨 AM 확장 밴드라 하여 1705kHz까지 가능하도록 했다.
중파방송은 AM 변조방식을 사용하기 때문에 잡음과 혼선에 취약하며 음질이 FM 초단파(VHF) 방송에 비해 떨어지는 단점이 있다. 중파의 특성상 콘크리트의 투과율이 낮아서, 대도시에서는 실내에서 수신이 FM에 비해 잘 안되는 경우가 많다. 주파수 대역폭도 6.5 kHz 가량에서 저음질의 모노 방송만 구현이 가능하다. 이러한 문제 때문에 세계 각지에서는 FM 방송이 널리 확산되었다.
AM 라디오의 송신 안테나는 철제 탑을 통해서 전파를 발산하는데, 효과적인 송신 전달을 위해 그 길이를 전송하는 전파 길이의 4분의 1로 한다. 토양의 상태나 그 외의 것에 많이 민감한데, 안테나를 묻은 곳에 많은 양의 구리선도 묻어서 지상과의 접촉을 원활히 할 수 있도록 설치된다. 송신 안테나는 넓은 부지가 필요하기 때문에 저지대의 평야 지대에 설치하며 긴 장파를 쓰는 특성상 높은 송신 전력을 필요로 한다. 이러한 특성 때문에 대한민국 수도권에서는 중파 송신소가 경기도 고양시, 시흥시, 화성시에 집중되어 있으며, 극동방송도 시흥시에 중파송신소가 있다가 안산시로 이전했다. 일본 수도권의 경우 사이타마현에 중파 송신소들이 집중되어 있다.
중파방송은 1990년대 들어서 인기와 비중이 줄어들고 있으며(특히 서유럽과 대한민국), 선진 국가에서 신생 라디오 방송국의 상당부분은 FM 방송국이다. 그러나 전송거리상의 이점이 남아있어 송출망의 발달이 미약한 개도국이나 국토가 넓은 일부 국가에서는 여전히 중요한 매체다. 독일은 2016년 1월 1일 부로 AM방송을 폐지해서 현재는 FM과 DAB로만 나온다.
대한민국에서도 2010년대 말부터 AM 송출을 일시 휴지시킨 후 폐소하는 중파송신소가 조금씩 증가하고 있으며, 주로 수도권 외 지역의 방송국에서 이러한 현상이 많이 보이고 있다. 이러한 추세가 많이 보이는 방송국은 지역 MBC 쪽이 대부분이며, 기독교방송도 기독교대구방송이 AM방송을 폐지했다. 그러다  2020년 5월 충주시를 시작으로 MBC 라디오, 기독교방송(비수도권), SBS 러브FM도 2022년 11월 8일 이후부터는 AM송출을 중단하면서 AM방송은 KBS(단,충주,제천단양은 제외), MBC 라디오(전북,광주,강릉) 기독교방송(서울한정), FEBC극동(서울,제주한정), AFN미군 (서울,대구한정), 대북방송(수도권한정)만 남게된다.

## 수신기

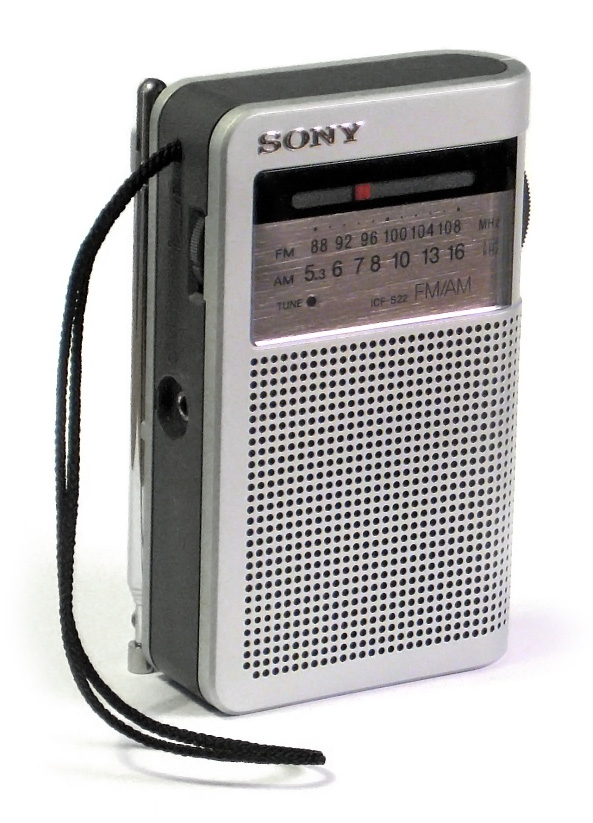
소니 ICF-S22 FM AM 라디오

중파방송 수신기는 현재 기준으로는 원시적인 기술이므로 일반인들도 관련 부속품만 있으면 쉽게 중파 라디오를 만들 수 있지만, 먼 곳에서의 방송을 수신할 수 있는 수준의 라디오의 제작은 여전히 높은 기술력을 요구한다.
중파방송 수신기로 일본의 소니(SONY)와 중국의 텍선(Tecsun)에서 내놓은 제품이 대체로 우수하다는 평가를 얻고 있다. 특히 단파수신기의 성능이 좋은 제품은 중파방송의 수신 성능도 좋은 경우가 많다.

## AM 스테레오
AM 스테레오는 AM의 낮은 음질과 모노 방송의 한계를 보완한 것으로 AM의 수신 능력을 그대로 살리면서 스테레오 방송 및 개선된 음질로 청취할 수 있는 장점이 있다. 단, 스테레오 방송을 수신하려면 별도의 수신기가 필요하다.
미국의 경우 연방통신위원회(FCC)가 실시에 대한 인가를 하고 있다. 미국의 AM 스테레오 방식은 모토롤라, 마그나복스, 베라, 칸, 해리스에서 내놓은 다섯 가지의 방식이 있으며 FCC가 시장의 자유경쟁에 맡기는 방침을 내세웠기 때문에 기술의 표준이 이루어지지 않았다.

대한민국에서는 SBS 라디오(현 SBS 러브FM)에서 1993년 7월 1일 경기도 고양시에 서울방송 고양송신소 준공과 동시에 2000년대 초반까지 AM 스테레오 방송을 실시한 적이 있다.
2000년대 이후로는 중파방송의 퇴조로 점차 사양되고 있는 기술이다.

## 디지털 라디오 몬디얼
디지털 라디오 몬디얼(DRM)은 아날로그 변조 방식을 이용하는 기존의 중, 단파 방송과 달리 디지털 손실압축 포맷을 이용하는 AM 방송이다. 최근 유럽계 방송사의 주도로 이루어지고 있으며, 실제로 지금 유럽지역을 중심으로 DRM 송출이 진행되고 있다. 장점으로는 기존의 아날로그 중, 단파방송과 다르게 적은 출력으로도 기존 방식의 경우와 비슷한 청취범위를 확보할 수 있다는 것과 잡음에 강하다는 점, FM 모노 방송에 근접한 음질을 제공할 수 있다는 것이지만 현재 발매된 수신기는 적어 아직 대중화되지 않았다.

## 대한민국 AM 라디오 방송
대북방송 성격이 강한 KBS 한민족방송과 AFN Thunder AM을 제외하고, 모든 대한민국의 AM방송은 표준FM으로서 FM방송으로도 그대로 들을 수 있다.
- KBS 제1라디오(충북 일부, 울릉군 제외 전역, 기타 소출력 중계소 전면 폐지)
- KBS 제2라디오(수도권, 대경권 한정)
- KBS 제3라디오(수도권만 FM 방송, 지방(전주,순천,창원)은 AM만 방송, 강릉,광주는 AM 송출 중단)
- KBS 한민족방송
- MBC 표준FM(전주, 광주, 강릉 한정, 서울 본사 포함 대부분 지역은 2022년 11월 이후 송출 전면 중단 상태)
- SBS 러브FM(2022년 11월 8일 송출 중단)
- CBS 표준FM(수도권 한정, 지방(전북,광주,부산,대구)은 송출 중단 상태)
- FEBC FM(수도권, 제주도 한정)
- AFN Thunder AM (수도권, 대경지역 한정)

## 같이 보기
- 진폭 변조